# Phymasperminae
Phymasperminae, maleni podtribus glavočika, dio tribusa Anthemideae. Postoje tri rodova s juga Afrike, a tipični je Phymaspermum .
Podtribus je opisan 2007.

## Rodovi
1. Eumorphia DC.
2. Gymnopentzia Benth.
3. Phymaspermum Less.